# Bifrenaria steyermarkii
Bifrenaria steyermarkii är en orkidéart som först beskrevs av Ernesto Foldats, och fick sitt nu gällande namn av Leslie Andrew Garay och Galfrid Clement Keyworth Dunsterville. Bifrenaria steyermarkii ingår i släktet Bifrenaria och familjen orkidéer. Inga underarter finns listade i Catalogue of Life.